# Kazimierz Stępień
Kazimierz Szczepan Stępień (ur. 15 listopada 1940 w Częstochowie) – polski astronom, emerytowany profesor dr hab. Uniwersytetu Warszawskiego, wieloletni pracownik i dyrektor Obserwatorium Astronomicznego Uniwersytetu Warszawskiego, były kierownik Katedry Astrofizyki Teoretycznej w Obserwatorium Astronomicznym Uniwersytetu Warszawskiego.

## Życiorys
Kazimierz Stępień ukończył studia na Wydziale Matematyczno-Fizycznym UW w 1962 roku. Uzyskał stopień doktora w 1966 roku, a stopień doktora habilitowanego – w 1972 roku, tytuł profesora – w 1984 roku.
Odbył długoterminowe staże naukowe w:
- Obserwatorium Licka Uniwersytetu Kalifornijskiego (1966–1968),
- Uniwersytecie w Getyndze (1976–1977) i
- Uniwersytecie w Heidelbergu (1987–1988).

Stępień zajmuje się oceną efektywnych temperatur gwiazd typu Ap, odkrył m.in. zależność między wiekiem, szybkością obrotu i poziomem aktywności chłodnych gwiazd ciągu głównego. Przedstawił nowy model chłodnych podwójnych układów kontaktowych.
Jest autorem ok. 160 publikacji naukowych poświęconych głównie gwiazdom zmiennym (zwłaszcza posiadającym pola magnetyczne), a także artykułów popularnonaukowych i haseł encyklopedycznych oraz podręcznika „Fizyka atmosfer gwiazd”. Prowadził między innymi wykłady „astrofizyka obserwacyjna”, „atmosfery gwiazdowe” i „tajemnice Wszechświata”. Był promotorem sześciu prac doktorskich. Działał na rzecz przystąpienia Polski do Europejskiego Obserwatorium Południowego.
- Spis publikacji naukowych Kazimierza Stępnia

## Sprawowane funkcje i członkostwo w organizacjach
krajowe:
- członek Polskiego Towarzystwa Astronomicznego (od 1962 roku), członek honorowy (od 2015 roku)
- redaktor naczelny czasopisma naukowego „Acta Astronomica” (1969–1990)
- dyrektor Obserwatorium Astronomicznego UW (1980–1986)
- wiceprezes Zarządu Głównego Polskiego Towarzystwa Astronomicznego (1988–1990)
- prodziekan Wydziału Fizyki UW (1990–1996)
- przewodniczący Rady Naukowej Centrum Astronomicznego im. Mikołaja Kopernika PAN (1995–2002)
- członek (1997–2000), a w latach 2000–2004 – przewodniczący Zespołu P03 KBN
- członek Komitetu Badań Naukowych
- członek (w latach 2000–2004), a w latach 2004–2008 – wiceprzewodniczący Rady Fundacji na rzecz Nauki Polskiej
- członek (od 1969 roku), a w latach 2003–2011 przewodniczący Komitetu Astronomii PAN
- przewodniczący Rady Nauki (2008–2010) i jednocześnie przewodniczący wchodzącego w skład Rady Nauki Komitetu Polityki Naukowej i Naukowo-Technicznej
- członek Rady Kuratorów Wydziału III Nauk Ścisłych i Nauk o Ziemi PAN (2011–2014)
- członek Rady Programowej Centrum Studiów Zaawansowanych Politechniki Warszawskiej (od 2008 roku)

zagraniczne:
- członek Międzynarodowej Unii Astronomicznej (od 1970 roku)
- członek Europejskiego Towarzystwa Astronomicznego (od 1992 roku)
- przewodniczący Międzynarodowego Komitetu Programowego Kongresu COSPAR 2000 (w 2000 r.)
- członek Rady Redakcyjnej najstarszego w świecie czasopisma astronomicznego „Astronomische Nachrichten” (2001–2011)
- wielokrotny członek naukowych komitetów organizacyjnych międzynarodowych sympozjów naukowych
- przewodniczący Komitetu Narodowego ds. Międzynarodowej Unii Astronomicznej i członek Narodowego Komitetu ds. Międzynarodowej Rady Unii Naukowych ICSU (1993–2011).

Został członkiem honorowego komitetu poparcia Bronisława Komorowskiego przed wyborami prezydenckimi w Polsce w 2015 roku.

## Życie prywatne
Kazimierz Stępień z żoną, Aliną, mają syna Jacka (ur. 1963).